# Rælingen
Rælingen er en kommune i landskabet Romerike i Akershus fylke i Norge. Den grænser i nord til Skedsmo, i øst til Fet, i syd til Enebakk og i vest til Lørenskog.
Den var en del af  Viken fylke som blev etableret 1. januar 2020, men opløst fra 1. januar 2024.
I øst ligger søen Øyeren. Højeste punkt er Barlindåsen der er 398 moh.
Kommunevåbnet er en gul høtyv på grøn bund. Høtyven har tre tænder, som symboliserer de tre elve Nitelva, Leira og Glomma, som alle løber ud i indsøen Øyeren i kommunen. Våbnet blev godkendt ved Kongelig resolution 30. april 1981 og er tegnet af Harald Hallstensen.
Rælingen rådhus er bygget sammen med Rælingen videregående skole i Fjerdingby.
Ved Marikollen er der slalombakke og skianlæg med hopbakke, hvor der er afholdt flere internationale konkurrencer gennem årene.
Bjønnåsen er det højeste punkt i Rælingen kommune og ligger 396,5 meter over havet.